# 亚历山大·文采尔
亚历山大·文采尔（1944年2月8日—），斯洛伐克男子足球运动员，司职守门员。他曾代表捷克斯洛伐克国家队参加1970年国际足联世界杯，结果队伍止步小组赛阶段。